# Naučná stezka Po stopách zbojníků v pohraničí
Naučná stezka Po stopách zbojníků v pohraničí, slovensky Náučný chodník Po stopách zbojníkov v pohraničí, je naučná stezka v pohoří Kysucké Beskydy a v Chráněné krajinné oblasti Kysuce na Slovensku. Nachází se na území obce Oščadnica a okrajově také na území obce Zborov nad Bystricou v okrese Čadca v Žilinském kraji. Krátký úsek stezky se nachází také v Mostech u Jablunkova v Česku a Horním Slezsku.

## Další informace
Naučná stezka Po stopách zbojníků v pohraničí je zaměřena na prezentaci unikátního zbojnického tématu a to v souvislosti s propagací historie a přírodního dědictví v regionu slovensko-českého pohraničí. Byla postavena v roce 2023 a má délku cca 10 km. Stezku vhodně doplňuje 5 informačních tabulí na území obce Oščadnica a 2 informační tabule v obci Mosty u Jablunkova. Na trase naučné stezky je Čarovná lúka, rozhledna Surovina a jsou zde také dřevěné sochy se zbojnickými tématy, které vytvořil akademický sochař Jozef Mundier. Slovenská část trasy vede z Oščadnice, po hřebeni přes kopec Hackov vrch, Ryboňov, rozhlednu Surovina, Kalinový vrch, Blažejovec až k turistickému rozcestníku Pod Úpratiskami, kde navazuje na další turistické stezky.

### Informační tabule na Slovensku
| informační tabule | Slovenský název          | Český překlad názvu    |
| ----------------- | ------------------------ | ---------------------- |
| 1                 | Dôvody zbojníctva        | Důvody zbojnictví      |
| 2                 | Truhlica, poklad         | Truhlice, poklad       |
| 3                 | Úskalia života zbojníkov | Úskalí života zbojníků |
| 4                 | Kotlík                   | Kotlík                 |
| 5                 | Šibenica – lapačky       | Šibenice – chytání     |

## Galerie

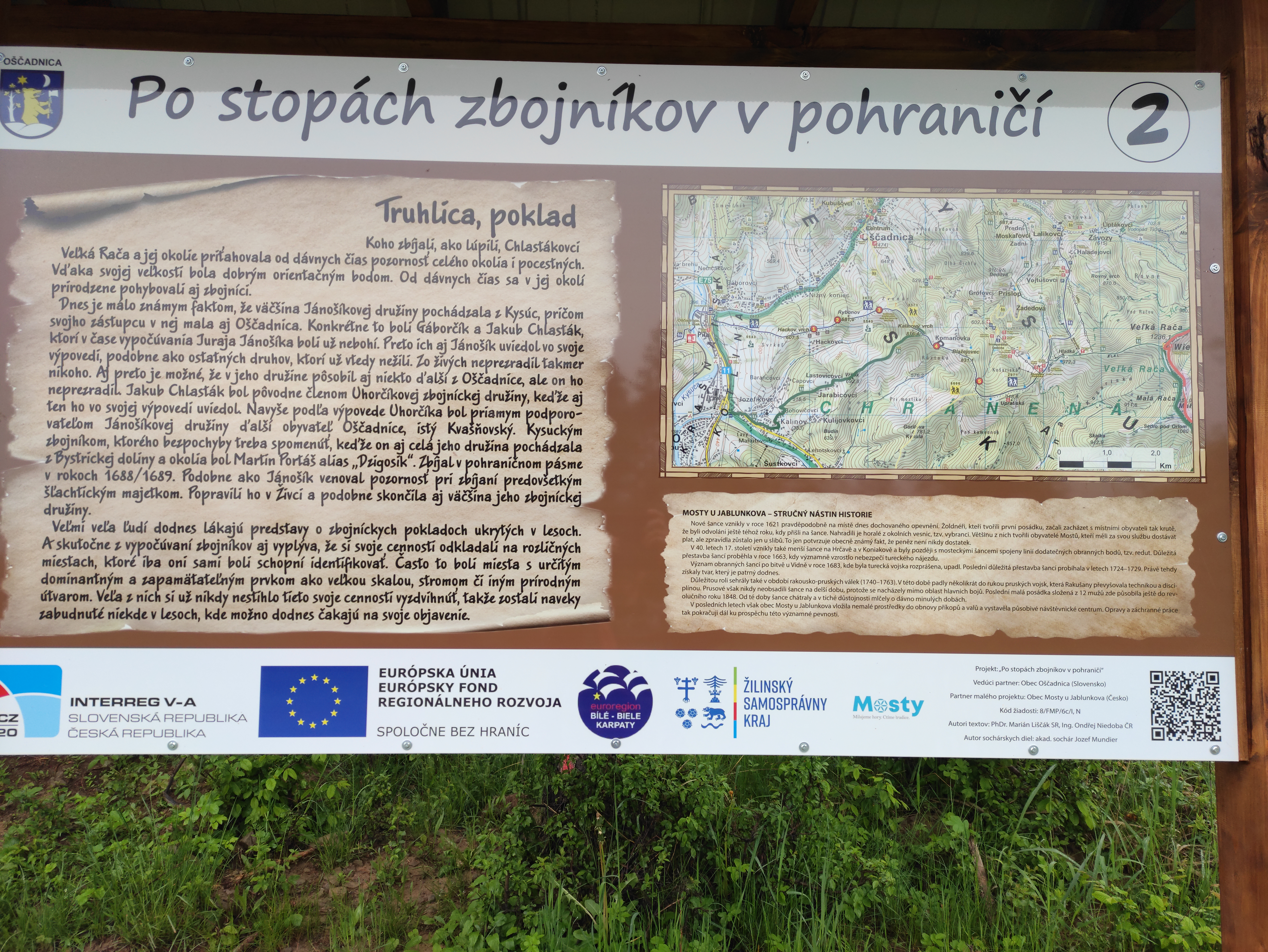
2, zastavení
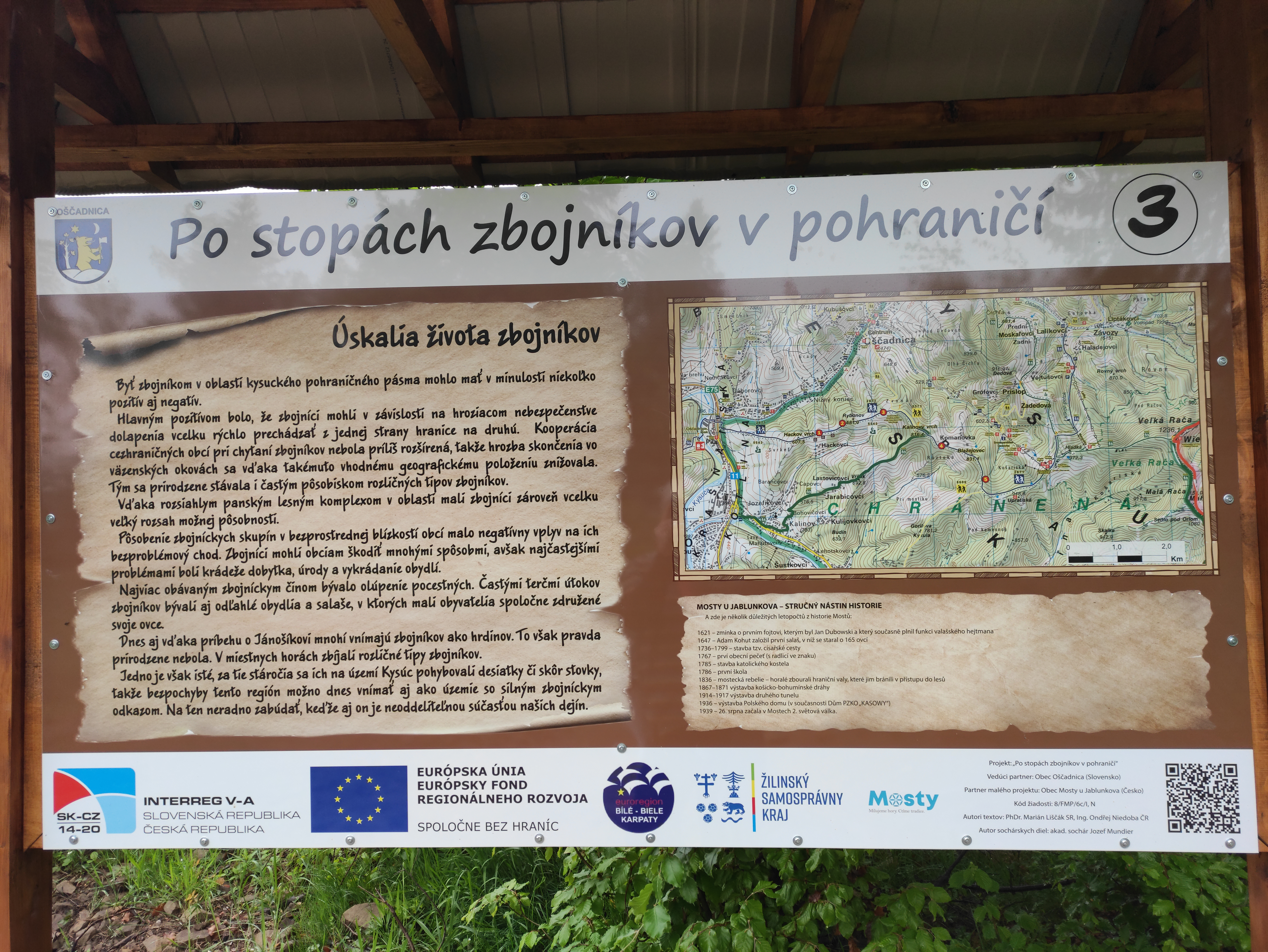
3. zastavení
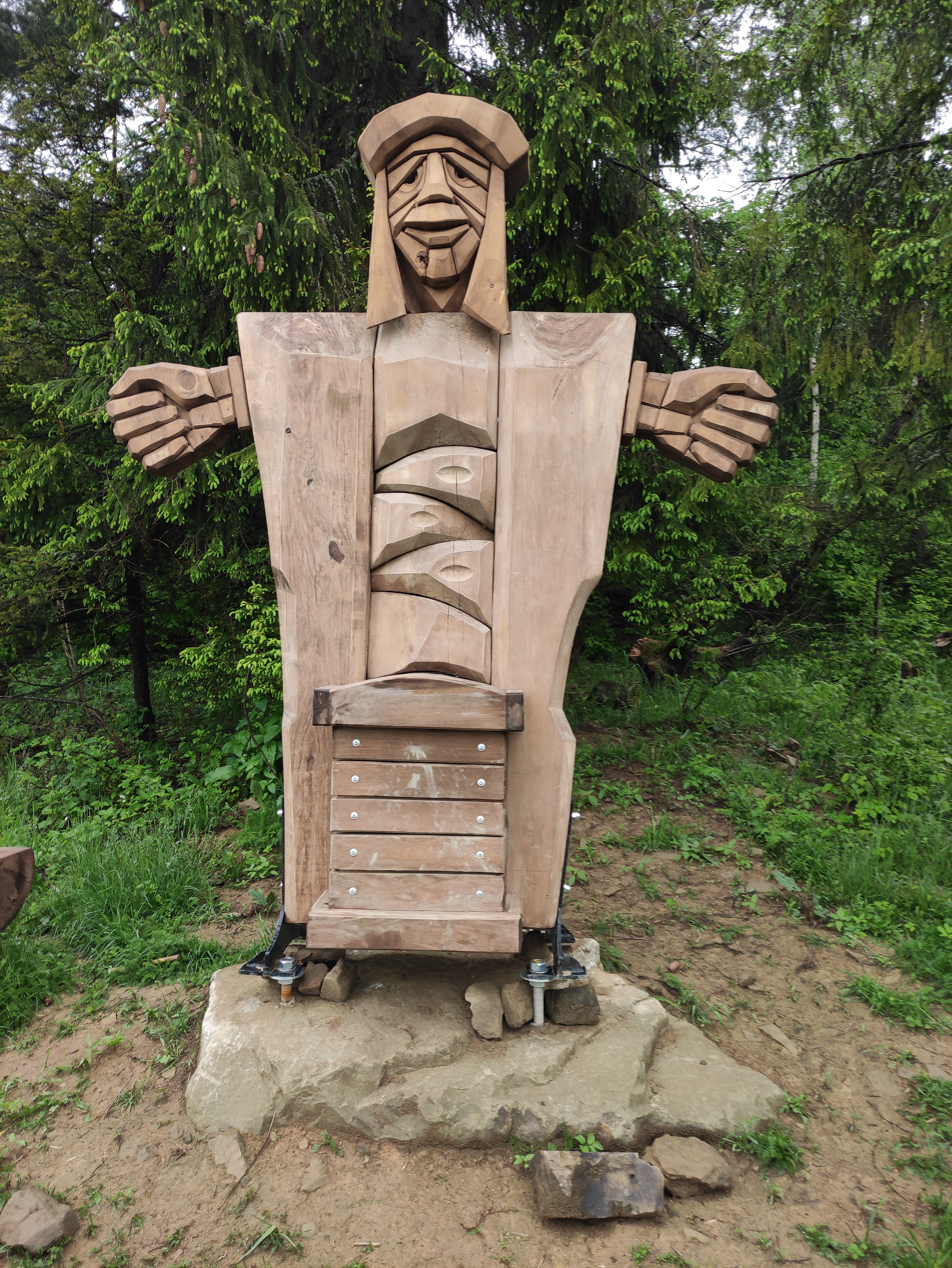
Dřevěná socha
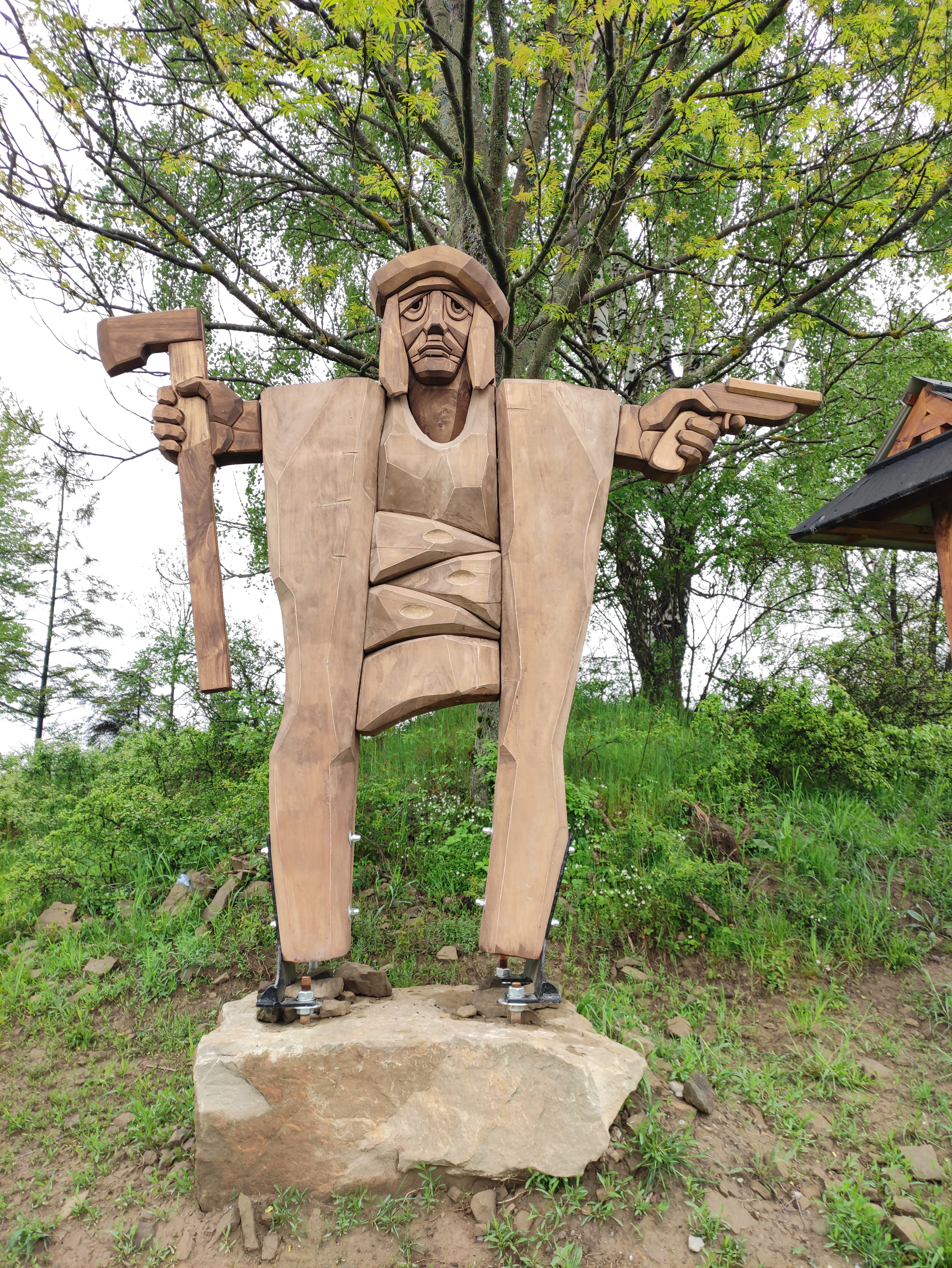
Dřevěná socha